# Ella and Basie!
Ella and Basie! (с англ. — «Элла и Бэйси!») — двадцать девятый студийный альбом американской джазовой певицы Эллы Фицджеральд и композитора и бэндлидера Каунта Бэйси, выпущенный на лейбле Verve Records в 1963 году под студийным номером Verve V6-4061, позднее пластинка была переименована в On the Sunny Side of the Street. Все аранжировки выполнены Куинси Джонсом, в записи принял участие оркестр Каунта Бэйси.
В 1997 году Verve перевыпустили запись в формате CD под студийным номером Verve 539 059-2, в новую версию вошли шесть дополнительных треков.

## Список композиций
| №                   | Название                             | Текст песни         | Музыка              | Длительность |
| ------------------- | ------------------------------------ | ------------------- | ------------------- | ------------ |
| 1.                  | «Honeysuckle Rose»                   | Энди Разаф          | Фэтс Уоллер         | 2:42         |
| 2.                  | «Deed I Do»                          | Уолтер Хирш         | Фред Роуз           | 2:40         |
| 3.                  | «Into Each Life Some Rain Must Fall» | Дорис Фишер         | Алан Робертс        | 3:20         |
| 4.                  | «Them There Eyes»                    | Уильям Трейси       | Масео Пинкард       | 5:04         |
| 5.                  | «Dream a Little Dream of Me»         | Гас Кан             | Фабиан Андре        | 4:04         |
| 6.                  | «Tea For Two»                        | Винсент Юманс       | Ирвинг Цезарь       | 3:10         |
| Общая длительность: | Общая длительность:                  | Общая длительность: | Общая длительность: | 17:18        |

| №                   | Название                          | Текст песни         | Музыка                         | Длительность |
| ------------------- | --------------------------------- | ------------------- | ------------------------------ | ------------ |
| 7.                  | «Satin Doll»                      | Джонни Мёрсер       | Дюк Эллингтон, Билли Стрэйхорн | 3:13         |
| 8.                  | «I’m Beginning to See the Light»  | Дон Джордж          | Джонни Ходжес, Гарри Джеймс    | 3:57         |
| 9.                  | «Shiny Stockings»                 | Элла Фицджеральд    | Фрэнк Фостер                   | 3:30         |
| 10.                 | «My Last Affair»                  | Хэйвен Джонсон      | Хэйвен Джонсон                 | 3:11         |
| 11.                 | «Ain’t Misbehavin’»               | Энди Разаф          | Фэтс Уоллер, Гарри Брукс       | 3:06         |
| 12.                 | «On the Sunny Side of the Street» | Дороти Филдс        | Джимми Макхью                  | 3:00         |
| Общая длительность: | Общая длительность:               | Общая длительность: | Общая длительность:            | 19:11        |

| №                   | Название                               | Текст песни         | Музыка                        | Длительность |
| ------------------- | -------------------------------------- | ------------------- | ----------------------------- | ------------ |
| 13.                 | «My Last Affair» (Alternative take)    |                     |                               | 3:26         |
| 14.                 | «My Last Affair» (Alternative take)    |                     |                               | 3:39         |
| 15.                 | «Robbins Nest» (Breakdown)             | Боб Расселл         | Чарльз Томпсон, Иллинойс Жаке | 1:22         |
| 16.                 | «Robbins Nest» (Previously unreleased) |                     |                               | 3:40         |
| 17.                 | «Robbins Nest» (Alternative take)      |                     |                               | 3:09         |
| 18.                 | «Robbins Nest» (Alternative take)      |                     |                               | 2:55         |
| Общая длительность: | Общая длительность:                    | Общая длительность: | Общая длительность:           | 18:11        |

## Избранные участники записи
- Элла Фицджеральд — вокал.
- Каунт Бэйси — фортепиано, дирижирование.
- Сонни Кон, Эл Ааронс, Джо Ньюман, Дон Рэдер — труба.
- Эрик Диксон, Фрэнк Фостер, Фрэнк Уэсс, Чарльз Фоулкс — саксофон.
- Фредди Грин — гитара.
- Бенни Пауэлл, Урби Грин, Генри Кокер, Гровер Митчелл, Флип Рикард, Маршалл Роял — тромбон.
- Бадди Катлет — контрабас.
- Сонни Пэйн — барабаны.
- Куинси Джонс — аранжировки.